# Columbia College Chicago
Le Columbia College Chicago est une école d'art privée située à Chicago, dans l'Illinois, aux États-Unis.

## Histoire
Fondée en 1890, l'école compte 6 493 étudiants (à l'automne 2021) poursuivant des études dans plus de 60 programmes de premier cycle et des cycles supérieurs. Elle est accréditée par la Commission de l'enseignement supérieur.
Columbia College Chicago est l'institution hôte de plusieurs organisations éducatives, culturelles et de recherche affiliées, notamment le Center for Black Music Research, le Center for Book and Paper Arts, le Center for Community Arts Partnerships, le Dance Center of Columbia College Chicago et le Musée de la Photographie contemporaine.
Columbia College Chicago n'est pas affilié à l'Université Columbia, au Columbia College Hollywood ou à tout autre Columbia College aux États-Unis. Cependant, le Columbia College Hollywood a été fondé à l'origine en tant que campus secondaire du Columbia College Chicago de 1952 à 1957.

## Présidents
- Mary A. Sang, 1890-1927
- Ida Morey Riley, 1890-1901
- George L. Scherger, 1927-1929
- Bertha Hofer Hegner, 1929-1936
- Herman Höfer Hegner, 1936-1944
- Norman Alexandroff, 1944-1960
- Mirron (Mike) Alexandroff, 1961-1992
- John B.Duff, 1992-2000
- Warrick L. Carter, 2000-2013
- Kwang-Wu Kim, 2013-2024